# Gedenktag für die unschuldigen Opfer der Mafia
Der 21. März ist als Tag des Gedenkens und des Engagements für die unschuldigen Opfer der Mafia ein weltweiter, jährlicher Gedenktag.
Organisiert vom Netzwerk der Antimafia-Organisation Libera, dient er seit 1996 dem Kampf gegen die Mafia in Italien und auf der ganzen Welt. Das Datum, der 21. März, an dem der Frühling beginnt, ist bewusst gewählt, weil er „sowohl die Wiedergeburt und das Leben […]“ als auch den Beginn eines „langfristigen Weges“ der Verpflichtung und Hoffnung symbolisiert.
Nando Dalla Chiesa – Experte der zivilen und sozialen Antimafia-Bewegung – betont, dass dieser Tag „im Laufe der Zeit zu einem der größten festen Termine in der Agenda des zivilen Italien geworden“ ist.
Im März 2017 wurde er vom italienischen Staat (Gesetz 8. März 2017, Nr. 20) als „Nationaler Tag des Gedenkens und des Engagements für die Opfer der Mafia“ anerkannt.

## Geschichte der Veranstaltung

### Historischer Kontext
Die Idee eines Gedenktages für die unschuldigen Opfer der Mafia entstand Mitte der 1990er Jahre, am Ende einer Zeit großer politischer Umwälzungen und außergewöhnlicher krimineller Gewalt in der Geschichte Italiens.
Das Ende des Kalten Krieges hatte eine Krise des politischen Systems in Italien ausgelöst, das seit dem Ende des Zweiten Weltkriegs existierte. Diese Irritation wurde durch Antikorruptionsermittlungen Mani Pulite (Saubere Hände) durch ein Team von Staatsanwälten verstärkt. Im gleichen Zeitraum löste das Urteil des ersten Maxi-Prozesses gegen die Cosa Nostra in Sizilien im Jahr 1992 in letzter Instanz eine beispiellose Mafia-Offensive aus, und zwar in Capaci, in der Via D’Amelio auf Sizilien und auf dem Festland in einem Angriff auf die Via dei Georgofili in Florenz sowie die Via Palestro in Mailand, ferner in San Giorgio al Velabro und San Giovanni Laterano in Rom.
Während die politische Krise institutionelle und parteipolitische Neuerungen hervorbrachte, reagierte die Zivilbevölkerung auf die Mafia-Massaker mit einer entschlossenen und leidenschaftlichen Opposition. Insbesondere die sehr ernsten Vorfälle in Sizilien führten zwischen Sommer 1994 und Frühjahr 1995 zur Entstehung eines nationalen Netzwerks von Vereinen, das den Namen „Libera. Associazioni, nomi e numeri contro le mafie“ (Libera. Verbände, Namen und Zahlen gegen die Mafia) erhielt.
Eine der ersten Handlungen des neu entstandenen Netzwerkes bestand darin, für den 21. März 1996 einen Tag des Gedenkens und des Engagements für die unschuldigen Opfer der Mafia zu konzipieren und auszurufen.

### Entstehungsgeschichte der Veranstaltung
Don Luigi Ciotti, der Gründer von Libera und bis heute ihr Vorsitzender, schildert, dass die ursprünglichen Impulse, einen Tag zu finden, um an die Namen aller unschuldigen Opfer der Mafia zu erinnern, vom Treffen mit zwei Müttern von Polizeibeamten ausgingen, die von der Cosa Nostra ermordet wurden. Dies waren Carmela Montinaro, Mutter von Antonio Montinaro, dem Leiter der Eskorte von Richter Giovanni Falcone, der bei dem Attentat von Capaci getötet wurde, und Saveria Antiochia, Mutter von Roberto Antiochia, der als freiwilliger Personenschützer von Kommissar Ninni Cassarà getötet wurde. Don Ciotti erinnert sich daran, wie er bei einer offiziellen Gedenkfeier zum Capaci-Massaker neben Carmela Montinaro saß, als sie in einem bestimmten Moment seinen Arm umklammerte und ihm unter Tränen den Schmerz anvertraute, den Namen ihres Sohnes bei diesen Anlässen nie vernommen zu haben. Don Ciotti reagierte auf ihren Protest einerseits mit dem Entschluss, dem Engagement gegen die Mafia eine soziale Richtung zu geben, und andererseits durch die Feststellung, dass dieser neue Weg in einer Kontinuität mit demjenigen stand, den er mit der Gruppo Abele von Turin bisher beschritten hatte: „Plötzlich war mir klar, dass es wie im Kampf gegen Drogen oder Ausgrenzung auch im Kampf gegen die Mafia darum ging, wieder beim ABC der menschlichen Beziehungen anzufangen, den Menschen zuzuhören und ihre Rechte anzuerkennen.“ Zu beginnen sei damit, die Namen der Opfer für die Angehörigen öffentlich in Erinnerung zu rufen, denn: „[…] diese Frau hatte das Recht, den Namen des Sohnes bei solchen Anlässen ausgesprochen zu hören, der stattdessen in den verschiedenen Interventionen immer nur als einer der ‚Jungen der Eskorte’ in Erinnerung blieb“.
Don Ciottis weiterer Weg kreuzte sich mit dem kämpferischen Engagement von Saveria Antiochia, die nach dem Tod ihres Sohnes in den Medien, in den Schulen und auch in der Politik die Verbrechen der Mafia selbstbewusst, energisch und mutig anprangerte und von ihnen Zeugnis ablegte. Saveria Antiochia kooperierte mit Libera bereits zum Zeitpunkt der Gründung und half entscheidend mit, den ersten Gedenktag zu realisieren. Sie motivierte und organisierte die erste Gruppe von Familienangehörigen der Opfer und trug dazu bei, erste Listen mit den Namen der Opfer zu erstellen und zu überprüfen. Das Beispiel Carmela Montinaros macht bewusst, dass jedes Opfer der Mafia ein Recht auf individuelle Erinnerung hat. Saveria Antiochia verkörpert in vorbildlicher Weise unerschrockenen Widerstand gegen die Mafia. Der Gedenktag des 21. März vereint beide Anliegen: Erinnerung und Engagement.

## Veranstaltungen und Prinzipien des Gedenktages am 21.März
Der „Tag des Gedenkens und des Engagements“ ist eine Veranstaltung, die monatelange Planung erfordert, in Schulen und Vereinsgruppen, im territorialen Netzwerk von Libera und mit den Angehörigen der unschuldigen Opfer. Diese Vorbereitungszeit ist grundlegend für die Reflexion und die Vermittlung der Inhalte in den Schulen und im Netzwerk, für die Entwicklung des jährlichen Schwerpunkts und für die Wahl des „Slogans“, die die Grundlage des 21. März bilden, und sind Teil eines Weges in Etappen (genannt „Die hundert Schritte zum 21. März“), der zu diesem Tag führt und ihn zu einem einzigartigen Moment macht, der ein erneutes Engagement für die vielen Ziele, die Libera setzt, anregen soll.
Der Tag fängt mit einer Demonstration von ca. 3 km durch die Straßen der Stadt an – jedes Jahr eine andere – und durch einen kulminierenden Moment abgeschlossen, der in der öffentlichen Verlesung aller Namen der unschuldigen Mafiaopfer dargestellt wird. Die Demonstration wird von den Familien der Opfer angeführt. Sie halten das Transparent mit dem Jahresslogan hoch. Die Namen der Opfer werden von mehreren Personen vorgelesen, von Familienmitgliedern sowie von Vertretern der Verbände und Institutionen, die im Kampf gegen die Mafia tätig sind. Diese Liste wird ständig vom Verein Libera in Zusammenarbeit mit den Familien der Opfer überprüft und aktualisiert. Die Liste erfüllt zwei wesentliche Zwecke: Sie belegt die Unschuld der Opfer und ehrt die Würde und die individuelle Bedeutung jedes Einzelnen, unabhängig von seiner gesellschaftlichen Rolle, seiner Nationalität, seinem Geschlecht oder seiner religiösen Überzeugung. Die Liste erfasst die Opfer in chronologischer Folge.
Die Prinzipien, die in diesem „säkularen Ritual“ zum Ausdruck kommen, sind das Recht auf den Namen und damit das Recht auf Erinnerung sowie die starke Verbindung zwischen Erinnerung und Engagement. Das Recht auf den Namen ist nicht in einem juristischen Sinne zu verstehen, sondern in einem ethischen und existenziellen: „Der Name ist für jeden die erste Urkunde der Existenz; er bezeugt unsere Einzigartigkeit als Person, die Bedeutung unserer individuellen Geschichte“. Durch die Bezugnahme auf die individuelle Identität und die Rekonstruktion der Geschichte und des Lebens der betroffenen Personen wird eine lebendige Erinnerung möglich: Die unschuldigen Opfer der Mafia werden dem Vergessen entrissen und ihre Würde als Personen wird öffentlich anerkannt. Das Gedenken an die Person durch Familienmitglieder erhält einen hoffnungsvollen Wert und eine positive, aktive, sozial anerkannte Bedeutung. „Nachdem man den Toten ihren Namen und die Integrität ihrer Geschichte zurückgegeben hat, sind sie […] nicht mehr arme Überreste, die man betrauern muss, sondern Erinnerung an lebendige Wesen, die zu schützen ist“, d. h. sie ist zu ehren und zu erzählen. Dieser Vorgang des Erinnerns wird in dem Maße zu einer Verpflichtung, als dadurch „der Wert des Lebens gewürdigt wird, nicht als Instrument der Macht, sondern als zu schützendes Gut“. „Wichtige Teile der Geschichte unseres Landes werden rekonstruiert, die eng mit dem Leben dieser Menschen verbunden sind; die Verbindungen zu unserem Leben und die Verantwortung, die uns erwartet, werden erkannt; ein ethisches Profil, auf das hinzustreben ist, wird definiert; die generative Dimension der Veränderung, die in der Verpflichtung enthalten ist, wird konkretisiert.“

## Gedenktage
Im Laufe der Jahre hat sich der „Tag des Gedenkens und des Engagements für die unschuldigen Opfer der Mafia“ in allen Aspekten erheblich weiterentwickelt, ohne jedoch seinen Kurs und seine Grundprinzipien zu verändern. Insbesondere ist er zahlenmäßig exponentiell gewachsen, er hat sich aus organisatorischer Sicht differenziert und artikuliert und wird durch weitere Momente der Begegnung, der Vertiefung, des Zeugnisses und der Bewusstseinsbildung bereichert.
Die Forschungsarbeit über die unschuldigen Opfer der Mafia erlaubt es, die Liste der Namen von etwa dreihundert am ersten Gedenktag auf über tausend am sechsundzwanzigsten Gedenktag zu erweitern. Zwischen den neunziger und Zweitausender Jahren begann man, Initiativen zu gestalten, die den gesellschaftlichen Nutzen des von der Organisation Libera geführten Kampfes gegen die Mafia sichtbar machten. Am zweiten Gedenktag, der in Niscemi stattfand, wurde der erste Spielplatz der sizilianischen Stadt eingeweiht: Die „Piazza 21 Marzo“. Dies war ein Geschenk von Libera: Der Tag war in diesem Jahr den Kindern gewidmet. Es war der zehnte Jahrestag des Todes von Giuseppe Cutruneo und Rosario Montalto, zwei Kindern aus Niscemi und unschuldige Opfer der Mafia, die im Alter von 8 und 11 Jahren ermordet wurden. Am dritten Gedenktag, der in Reggio Calabria stattfand, wurde in der Mittelschule „Diego Vitrioli“ der „Leitfaden zur Anwendung des Gesetzes 109/1996 über die soziale Verwendung von Mafia-Vermögen“ vorgestellt. In Casarano erhielten alle Teilnehmer im Jahr 2000 ein Geschenk von extra nativem Olivenöl „Libera“, das auf ehemaligen Ländereien des Mafiachefs Bernardo Provenzano hergestellt wird, die der italienische Staat beschlagnahmte.
Ab den Zweitausender Jahren wurden auch Vertiefungsseminare und Workshops sowie manchmal, wie bei dem Turiner Gedenktag 2006, auch Konzerte veranstaltet. Seit dem achten Gedenktag, der 2003 in Modena stattfand, wird die Aufmerksamkeit auf die Ausbreitung der Mafia über die Grenzen Süditaliens hinaus gelenkt, und zwar auf mehrere Städte Norditaliens: 2006 fand er in Turin statt, 2010 in Mailand, 2012 in Genua, 2013 in Florenz, 2015 in Bologna und 2019 in Padua. Seit 2006 treffen sich die Familien der Opfer einen Tag vor dem Gedenktag des 21. März. Außergewöhnlich ist in diesem Sinne die Bedeutung der Vorabende der neunzehnten und zweiundzwanzigsten Gedenktage: In Latina (2014) hielt Papst Franziskus eine Mahnwache, bevor er die Angehörigen der Opfer traf, während in Locri (2017) der Präsident der Republik Sergio Mattarella kam.
Die Anzahl der Teilnehmer erhöhte sich von etwa fünfhundert beim ersten Gedenktag auf mehr als zweihunderttausend am zwanzigsten, der 2015 in Bologna stattfand. Seit 2016 werden neben der nationalen Hauptgedenkveranstaltung, die jedes Jahr in einer anderen italienischen Stadt stattfindet, auch (in ständig wachsender Größenordnung von mehreren Tausend) lokale Veranstaltungen organisiert; zuerst in Italien, später auch in Europa und weltweit. Auch bei diesen Veranstaltungen wird das „säkulare Ritual“ des öffentlichen und gemeinsamen Verlesens der Namensliste zelebriert.
Im ersten Jahr der COVID-19-Pandemie fand der fünfundzwanzigste Gedenktag, der in Palermo vorgesehen war, digital statt.

### Gedenkorte
- 1996 in Rom;
- 1997 in Niscemi (CL);
- 1998 in Reggio Calabria;
- 1999 in Corleone (PA);
- 2000 in Casarano (LE);
- 2001 in Torre Annunziata (NA);
- 2002 in Nuoro;
- 2003 in Modena;
- 2004 in Gela (CL);
- 2005 in Rom;
- 2006 in Turin;
- 2007 in Polistena (RC);
- 2008 in Bari;
- 2009 in Neapel;
- 2010 in Mailand;
- 2011 in Potenza;
- 2012 in Genua;
- 2013 in Florenz;
- 2014 in Latina;
- 2015 in Bologna;
- 2016 in Messina;
- 2017 in Locri (RC);
- 2018 in Foggia;
- 2019 in Padua;
- 2020 (ursprünglich geplant in Palermo; aufgrund der COVID-19-Pandemie: online).
- 2021 in Rom und anderen italienischen Städten online sowie – unter Einhaltung der Covid-19-bedingten Einschränkungen – in Präsenz.

### Gedenkorte im Ausland
2017 wurde der Gedenktag unter anderem auch in Deutschland begangen mit einer von mafianeindanke organisierten Zusammenkunft am Brandenburger Tor in Berlin.